# Perieget
Ein Perieget (altgriechisch περιηγητής „Herumführer“) war im antiken Griechenland ein Verfasser von Reisehandbüchern, in denen die Besonderheiten, vor allem die Bau- und Kunstdenkmäler, einzelner Städte und Landschaften aufgezählt und beschrieben waren. Von den Periegeten, die ursprünglich einfach als Fremdenführer fungierten, leitete sich das literarische Genre der Periegese ab.
Die Periegese zielte darauf ab, den Leser in Prosa oder Poesie durch Städte, Länder und Gegenden zu führen. Dabei legten die Periegeten Wert auf Erläuterungen zu bedeutenden Kunst- und Kulturstätten, die durch historische, mythologische, geographische, kunstgeschichtliche und ethnographische Exkurse ergänzt wurden. Aufgrund der vielfältigen Möglichkeiten der Periegese fällt eine Abgrenzung zu verwandten Gattungen wie dem Reisebericht oder der geographischen (Fach-)Abhandlung schwer.
Die bedeutendsten Vertreter der Periegese, die besonders in hellenistischer Zeit betrieben wurde, waren Polemon von Ilion (um 200 v. Chr.) und der Athener Heliodoros, deren Schriften aber bis auf geringe Bruchstücke verloren sind. Größere Fragmente besitzen wir von der Reisebeschreibung des Herakleides Pontikos und von dem Werk des Kallixenos von Rhodos (um 215 v. Chr.) über Alexandria. Erhalten sind von den Schriften dieser Art nur die Beschreibung Griechenlands von Pausanias (um 170 n. Chr.), die Beschreibung Hawaras von einem anonymen Autor und die Ausführungen eines weiteren Autors, der in der Forschung als Pseudo-Skymnos bezeichnet wird. Außerdem wurden auch die eigentlich geographischen Schriftsteller, z. B. Dionysios, mit dem Namen Periegetes bezeichnet. Die Reste der periegetischen Literatur sind etwa gesammelt in Karl Theodor Müllers Fragmenta historicorum Graecorum (Paris 1841–1870, 5 Bde.).